# Fußball-Brandenburgliga 2013/14
Die Brandenburgliga 2013/14 war die 24. Spielzeit und die sechste als sechsthöchste Spielklasse im Fußball der Männer. Sie begann am 9. August 2013 mit dem Spiel Oranienburger FC Eintracht 1901 gegen den SV Falkensee-Finkenkrug und endete am 21. Juni 2014 mit dem 30. Spieltag.
Der SV Germania 90 Schöneiche wurde in dieser Saison zum zweiten Mal Landesmeister in Brandenburg und stieg damit in die Fußball-Oberliga Nordost auf. Der SV Falkensee-Finkenkrug errang, mit 8 Punkten Rückstand, die Vizemeisterschaft. Zur Winterpause führte SV Falkensee-Finkenkrug nach der Hinrunde die Tabelle der Brandenburgliga an und errang damit den inoffiziellen Titel des Herbstmeisters.
Als Absteiger standen nach dem 30. Spieltag der SV Babelsberg 03 II und der SG Blau-Gelb Laubsdorf fest und mussten in die Landesliga absteigen.

## Teilnehmer
An der Spielzeit 2013/14 nahmen insgesamt 16 Vereine teil.
| ▼Absteiger aus der Oberliga Nordost 2012/13 |
| ------------------------------------------- |
| SG Blau-Gelb Laubsdorf                      |

| Mannschaften aus der Brandenburgliga 2012/13 | Mannschaften aus der Brandenburgliga 2012/13 | Mannschaften aus der Brandenburgliga 2012/13 |
| -------------------------------------------- | -------------------------------------------- | -------------------------------------------- |
| 1. FC Frankfurt                              | SV Victoria Seelow                           | Märkischer SV 1919 Neuruppin                 |
| TuS 1896 Sachsenhausen                       | SV Falkensee-Finkenkrug                      | SV Germania 90 Schöneiche                    |
| FV Preussen Eberswalde                       | SV Babelsberg 03 II                          | Breesener SV Guben Nord                      |
| Werderaner FC Viktoria 1920                  | FC Stahl Brandenburg                         | SC Eintracht Miersdorf/Zeuthen               |
| FC 98 Hennigsdorf                            |                                              |                                              |

| ▲Aufsteiger aus der Landesliga 2012/13 | ▲Aufsteiger aus der Landesliga 2012/13 | ▲Aufsteiger aus der Landesliga 2012/13 |
| -------------------------------------- | -------------------------------------- | -------------------------------------- |
| Oranienburger FC Eintracht 1901        | VfB Hohenleipisch 1912                 |                                        |

## Spielstätten
| Logo | Verein                          | Stadion                          | Standort          | Kapazität |
| ---- | ------------------------------- | -------------------------------- | ----------------- | --------- |
|      | FC Stahl Brandenburg            | Stadion am Quenz                 | Brandenburg/Havel | 15.500    |
|      | 1. FC Frankfurt                 | Stadion der Freundschaft         | Frankfurt (Oder)  | 12.000    |
|      | Märkischer SV 1919 Neuruppin    | Volksparkstadion                 | Neuruppin         | 5.000     |
|      | FC 98 Hennigsdorf               | Sportpark Fontanestraße          | Hennigsdorf       | 5.000     |
|      | VfB Hohenleipisch 1912          | VfB-Sportgelände                 | Hohenleipisch     | 5.000     |
|      | FV Preussen Eberswalde          | Westend-Stadion                  | Eberswalde        | 4.000     |
|      | SV Victoria Seelow              | Sparkassen-Arena                 | Seelow            | 3.700     |
|      | Werderaner FC Viktoria 1920     | Arno-Franz-Sportplatz            | Werder/Havel      | 3.000     |
|      | Oranienburger FC Eintracht 1901 | Lehnitzsee Immobilien Arena      | Oranienburg       | 2.200     |
|      | TuS 1896 Sachsenhausen          | ELGORA-Stadion                   | Sachsenhausen     | 2.100     |
|      | SV Falkensee-Finkenkrug         | Sportplatz Leistikowstraße       | Falkensee         | 2.000     |
|      | SV Germania 90 Schöneiche       | Friedrich-Ludwig-Jahn-Sportplatz | Schöneiche        | 2.000     |
|      | SC Eintracht Miersdorf/Zeuthen  | Sportplatz Miersdorf             | Zeuthen           | 2.000     |
|      | SV Babelsberg 03 II             | Sportplatz Sandscholle           | Babelsberg        | 2.000     |
|      | Breesener SV Guben Nord         | Sportanlage an der Baumschule    | Guben             | 1.500     |
|      | SG Blau-Gelb Laubsdorf          | Sportplatz Laubsdorf             | Laubsdorf         | 1.500     |

## Abschlusstabelle
| Pl. | Verein                              | Sp. | S  | U  | N  | Tore    | Diff. | Punkte |
| --- | ----------------------------------- | --- | -- | -- | -- | ------- | ----- | ------ |
| 1.  | SV Germania 90 Schöneiche           | 30  | 18 | 7  | 5  | 060:340 | +26   | 61     |
| 2.  | SV Falkensee-Finkenkrug             | 30  | 15 | 8  | 7  | 057:410 | +16   | 53     |
| 3.  | SV Victoria Seelow                  | 30  | 14 | 7  | 9  | 065:430 | +22   | 49     |
| 4.  | TuS 1896 Sachsenhausen              | 30  | 14 | 7  | 9  | 057:490 | +8    | 49     |
| 5.  | SG Blau-Gelb Laubsdorf (A) Fn. 1    | 30  | 13 | 9  | 8  | 049:490 | ±0    | 48     |
| 6.  | 1. FC Frankfurt                     | 30  | 12 | 11 | 7  | 069:480 | +21   | 47     |
| 7.  | Märkischer SV 1919 Neuruppin        | 30  | 13 | 7  | 10 | 053:400 | +13   | 46     |
| 8.  | FV Preussen Eberswalde              | 30  | 12 | 9  | 9  | 040:340 | +6    | 45     |
| 9.  | VfB Hohenleipisch 1912 (N)          | 30  | 12 | 7  | 11 | 047:460 | +1    | 43     |
| 10. | SC Eintracht Miersdorf/Zeuthen      | 30  | 11 | 4  | 15 | 041:560 | −15   | 37     |
| 11. | Oranienburger FC Eintracht 1901 (N) | 30  | 10 | 5  | 15 | 036:480 | −12   | 35     |
| 12. | Breesener SV Guben Nord             | 30  | 8  | 10 | 12 | 039:430 | −4    | 34     |
| 13. | Werderaner FC Viktoria 1920         | 30  | 9  | 7  | 14 | 041:510 | −10   | 34     |
| 14. | FC 98 Hennigsdorf                   | 30  | 9  | 6  | 15 | 039:610 | −22   | 33     |
| 15. | FC Stahl Brandenburg                | 30  | 7  | 8  | 15 | 039:520 | −13   | 29     |
| 16. | SV Babelsberg 03 II                 | 30  | 6  | 2  | 22 | 042:790 | −37   | 20     |

| (A) | Absteiger aus der Oberliga Nordost 2012/13 |
| (N) | Aufsteiger aus der Landesliga 2012/13      |

## Kreuztabelle
Die Kreuztabelle stellt die Ergebnisse aller Spiele dieser Saison dar. Die Heimmannschaft ist in der linken Spalte, die Gastmannschaft in der oberen Zeile aufgelistet.
| 2013/14                         | SV Germania 90 Schöneiche | SV Falkensee-Finkenkrug | SV Victoria Seelow | TuS 1896 Sachsenhausen | SG Blau-Gelb Laubsdorf | 1. FC Frankfurt | Märkischer SV 1919 Neuruppin | FV Preussen Eberswalde | VfB Hohenleipisch 1912 | SC Eintracht Miersdorf/Zeuthen | Oranienburger FC Eintracht | Breesener SV Guben Nord | Werderaner FC Viktoria 1920 | FC 98 Hennigsdorf | FC Stahl Brandenburg | SV Babelsberg 03 II |
| ------------------------------- | ------------------------- | ----------------------- | ------------------ | ---------------------- | ---------------------- | --------------- | ---------------------------- | ---------------------- | ---------------------- | ------------------------------ | -------------------------- | ----------------------- | --------------------------- | ----------------- | -------------------- | ------------------- |
| SV Germania 90 Schöneiche       |                           | 2:1                     | 1:0                | 2:0                    | 2:0                    | 2:1             | 3:1                          | 2:1                    | 4:1                    | 4:2                            | 1:2                        | 3:0                     | 4:0                         | 0:0               | 0:1                  | 3:0                 |
| SV Falkensee-Finkenkrug         | 2:1                       |                         | 1:1                | 3:3                    | 1:1                    | 5:3             | 2:0                          | 3:1                    | 1:1                    | 1:1                            | 2:0                        | 2:1                     | 0:1                         | 2:2               | 3:0                  | 3:1                 |
| SV Victoria Seelow              | 2:3                       | 0:1                     |                    | 1:1                    | 2:2                    | 1:3             | 4:0                          | 2:1                    | 1:0                    | 3:3                            | 2:1                        | 0:3                     | 7:0                         | 6:2               | 4:2                  | 3:1                 |
| TuS 1896 Sachsenhausen          | 1:1                       | 0:1                     | 3:5                |                        | 4:1                    | 0:0             | 2:2                          | 0:1                    | 5:3                    | 8:1                            | 1:0                        | 1:0                     | 1:0                         | 3:1               | 3:1                  | 1:0                 |
| SG Blau-Gelb Laubsdorf          | 3:3                       | 2:2                     | 1:0                | 2:2                    |                        | 0:3             | 3:1                          | 2:4                    | 1:0                    | 0:1                            | 0:2                        | 1:1                     | 2:1                         | 3:1               | 2:0                  | 4:1                 |
| 1. FC Frankfurt                 | 1:1                       | 3:2                     | 0:1                | 3:3                    | 3:4                    |                 | 1:1                          | 1:1                    | 2:3                    | 2:0                            | 4:1                        | 3:3                     | 2:0                         | 3:1               | 4:0                  | 4:1                 |
| Märkischer SV 1919 Neuruppin    | 1:1                       | 1:2                     | 0:0                | 2:0                    | 1:2                    | 2:2             |                              | 1:0                    | 2:0                    | 5:1                            | 3:0                        | 2:0                     | 3:3                         | 2:0               | 4:1                  | 3:2                 |
| FV Preussen Eberswalde          | 1:2                       | 2:1                     | 1:1                | 1:0                    | 1:2                    | 1:1             | 1:3                          |                        | 2:3                    | 0:0                            | 1:1                        | 1:0                     | 1:1                         | 3:0               | 2:0                  | 1:0                 |
| VfB Hohenleipisch 1912          | 2:3                       | 0:2                     | 2:1                | 5:1                    | 0:1                    | 3:3             | 1:0                          | 3:4                    |                        | 1:0                            | 1:1                        | 2:1                     | 2:1                         | 1:0               | 1:1                  | 2:3                 |
| SC Eintracht Miersdorf/Zeuthen  | 0:1                       | 4:0                     | 3:0                | 1:2                    | 2:3                    | 1:3             | 2:1                          | 2:0                    | 1:0                    |                                | 1:2                        | 3:1                     | 0:5                         | 1:2               | 2:2                  | 2:0                 |
| Oranienburger FC Eintracht 1901 | 2:0                       | 2:1                     | 0:4                | 0:1                    | 0:0                    | 4:2             | 1:3                          | 1:3                    | 1:1                    | 4:0                            |                            | 0:2                     | 0:2                         | 1:0               | 0:2                  | 4:5                 |
| Breesener SV Guben Nord         | 1:1                       | 3:1                     | 1:3                | 2:1                    | 1:1                    | 2:2             | 0:1                          | 1:1                    | 1:1                    | 0:2                            | 0:0                        |                         | 1:1                         | 3:1               | 4:1                  | 3:0                 |
| Werderaner FC Viktoria 1920     | 2:0                       | 2:3                     | 2:4                | 2:3                    | 2:2                    | 1:0             | 2:1                          | 0:0                    | 1:2                    | 1:2                            | 2:1                        | 1:1                     |                             | 0:0               | 1:0                  | 1:2                 |
| FC 98 Hennigsdorf               | 1:4                       | 1:4                     | 1:0                | 2:3                    | 4:1                    | 2:4             | 1:1                          | 1:1                    | 1:3                    | 1:0                            | 3:2                        | 2:0                     | 2:1                         |                   | 1:1                  | 1:5                 |
| FC Stahl Brandenburg            | 2:3                       | 1:1                     | 2:2                | 5:0                    | 3:1                    | 1:1             | 2:1                          | 0:2                    | 0:0                    | 4:0                            | 0:1                        | 4:1                     | 1:2                         | 2:3               |                      | 0:0                 |
| SV Babelsberg 03 II             | 3:3                       | 1:4                     | 2:5                | 1:4                    | 1:2                    | 1:5             | 1:5                          | 0:1                    | 1:3                    | 0:3                            | 1:2                        | 1:2                     | 4:3                         | 1:2               | 3:0                  |                     |

## Statistiken

### Torschützenliste
| Pl. | Spieler          | Mannschaft                   | Tore |
| --- | ---------------- | ---------------------------- | ---- |
| 1.  | Pierre Kruber    | SV Victoria Seelow           | 21   |
| 2.  | Marcel Weckwerth | Märkischer SV 1919 Neuruppin | 18   |
| 3.  | Paul Werner      | VfB Hohenleipisch 1912       | 16   |
| 4.  | Norbert Lemcke   | TuS 1896 Sachsenhausen       | 15   |
| 5.  | Mathias Jäckel   | SG Blau-Gelb Laubsdorf       | 14   |

### Zuschauertabelle
| Pl.    | Verein | Verein                          | Spiele | Zuschauer | ø pro Spiel |
| ------ | ------ | ------------------------------- | ------ | --------- | ----------- |
| 01.    |        | TuS 1896 Sachsenhausen          | 15     | 5.118     | 341         |
| 02.    |        | SV Victoria Seelow              | 15     | 3.431     | 228         |
| 03.    |        | Oranienburger FC Eintracht 1901 | 15     | 3.384     | 225         |
| 04.    |        | VfB Hohenleipisch 1912          | 15     | 3.360     | 224         |
| 05.    |        | Breesener SV Guben Nord         | 15     | 2.540     | 169         |
| 06.    |        | FC 98 Hennigsdorf               | 15     | 2.516     | 167         |
| 07.    |        | 1. FC Frankfurt                 | 15     | 2.276     | 151         |
| 08.    |        | SV Falkensee-Finkenkrug         | 15     | 2.134     | 142         |
| 09.    |        | Märkischer SV 1919 Neuruppin    | 15     | 2.002     | 133         |
| 10.    |        | SC Eintracht Miersdorf/Zeuthen  | 15     | 1.867     | 124         |
| 11.    |        | FV Preussen Eberswalde          | 15     | 1.853     | 123         |
| 12.    |        | SV Germania 90 Schöneiche       | 15     | 1.668     | 111         |
| 13.    |        | SV Babelsberg 03 II             | 15     | 1.583     | 105         |
| 14.    |        | FC Stahl Brandenburg            | 15     | 1.525     | 101         |
| 15.    |        | Werderaner FC Viktoria 1920     | 15     | 1.519     | 101         |
| 16.    |        | SG Blau-Gelb Laubsdorf          | 15     | 1.031     | 68          |
| Gesamt | Gesamt | Gesamt                          | Gesamt | 37.807    | 158         |